# عبدالستار درزابی
عبدالستار درزابی (زاده ۱۳۴۱ ولسوالی درزاب ولایت جوزجان) سیاستمدار افغانستان و نماینده مردم ولایت جوزجان در دوره‌های پانزدهم و شانزدهم مجلس نمایندگان است. وی در مجلس شانزدهم نمایندگان افغانستان عضو کمیسیون مواصلات، مخابرات، امور انکشاف شهری، تهیه مسکن، تهیه آب و برق و امور شاروالی‌ها می‌باشد.

## زندگی‌نامه
عبدالستار درزابی زاده ۱۳۴۱ از ولسوالی درزاب ولایت جوزجان می‌باشد. ایشان تحصیلات ابتدایی خود را در لیسه درزآب به پایان رسانید و توانست سند لیسانس از آکادمی پلیس در ترکیه را کسب کند. وی پس از آن در امور امنیتی مشغول به فعالیت بوده‌است.

## دیگر فعالیت‌ها
دیگر فعالیت‌های ایشان:
- شاروال مزار شریف.
- قوماندان گارنیزیون ولایت جوزجان.
- آمر امنیت قوماندانی امنیه ولایت بلخ.
- قوماندانی امنیه ولسوالی آقچه.
- رئیس کمیسیون ترمیم اساسی آرامگاه حضرت علی کرم الله وجه.
- قوماندان امنیه ولایت جوزجان.
- قوماندان غند محافظ لین گاز.
- آمراوپراسیون غند محافظ.